# Österreichische Fußball-Frauenmeisterschaft 2014/15
Die österreichische Fußball-Frauenmeisterschaft wurde 2014/15 zum 43. Mal nach der 35-jährigen Pause zwischen 1938 und 1972 ausgetragen. Die höchste Spielklasse ist die ÖFB Frauen-Bundesliga und wurde zum 2. Mal durchgeführt. Die zweithöchste Spielklasse (2. Liga), in dieser Saison die 36. Auflage, wurde in zwei regionale Ligen unterteilt, wobei die 2. Liga Mitte/West zum 6. Mal und die 2. Liga Ost/Süd zum 4. Mal durchgeführt wurde. Die Saison dauerte von Mitte August bis Mitte Juni.
Österreichischer Fußballmeister wurde zum ersten Mal der FSK St. Pölten-Spratzern. Die Meister der zweithöchsten Spielklasse wurden SG FC Bergheim/USK Hof (Mitte/West) und SV Neulengbach II (Ost/Süd). In den Relegationsspielen konnte sich Carinthians Soccer Women durchsetzen und war somit berechtigt in der Saison 2015/16 in der ÖFB Frauen-Bundesliga zu spielen.

## Erste Leistungsstufe – ÖFB Frauen-Bundesliga

### Modus
Im Rahmen des im Meisterschaftsmodus durchgeführten Bewerbes spielt jede Mannschaft zweimal gegen jede teilnehmende gegnerische Mannschaft (Hin- und Rückrunde). Das Heimrecht ergibt sich durch die Auslosung.

### Saisonverlauf
Die ÖFB Frauen-Bundesliga gewann zum ersten Mal das Team von FSK St. Pölten-Spratzern, der mit 52 Punkten und einem Torverhältnis von plus 77 vor dem Vorjahresmeister SV Neulengbach.

### Abschlusstabelle
Die Meisterschaft endete mit folgendem Ergebnis:
| Pl.                            | Verein                       | Sp. | S  | U | N  | Tore    | Diff. | Punkte |
| ------------------------------ | ---------------------------- | --- | -- | - | -- | ------- | ----- | ------ |
| 1.                             | FSK St. Pölten-Spratzern (C) | 18  | 17 | 1 | 0  | 085:800 | +77   | 52     |
| 2.                             | SV Neulengbach (M)           | 18  | 11 | 5 | 2  | 043:150 | +28   | 38     |
| 3.                             | SK Sturm Graz B1             | 18  | 9  | 4 | 5  | 031:250 | +6    | 31     |
| 4.                             | FC Wacker Innsbruck          | 18  | 8  | 5 | 5  | 031:310 | ±0    | 29     |
| 5.                             | DFC LUV Graz B2              | 18  | 8  | 2 | 8  | 026:310 | −5    | 26     |
| 6.                             | Union Kleinmünchen           | 18  | 5  | 4 | 9  | 029:430 | −14   | 19     |
| 7.                             | SKV Altenmarkt               | 18  | 5  | 3 | 10 | 018:260 | −8    | 18     |
| 8.                             | FC Südburgenland             | 18  | 4  | 5 | 9  | 024:450 | −21   | 17     |
| 9.                             | USC Landhaus                 | 18  | 5  | 2 | 11 | 030:520 | −22   | 17     |
| 10.                            | ASK Erlaa (RG)               | 18  | 2  | 1 | 15 | 016:570 | −41   | 07     |
| Stand: Endstand. Quelle: NOeFV |                              |     |    |   |    |         |       |        |

| (M)  | Österreichischer Fußball-Frauenmeister 2013/14 |
| (C)  | ÖFB-Ladies-Cup-Sieger 2013/14                  |
| (RG) | Gewinner der Relegation der Saison 2013/14     |

Qualifiziert über die Relegation
- 2. Liga Mitte/West – 2. Liga Ost/Süd: Carinthians Soccer Women (Relegation zur ÖFB Frauen-Bundesliga)

### Torschützenliste
Die Torschützenliste führte ganz überlegen Nicole Billa vor Lisa Marie Makas an.
| Pl. | Nat.       | Spieler           | Verein                              | Tore |
| --- | ---------- | ----------------- | ----------------------------------- | ---- |
| 01. | Osterreich | Nicole Billa      | FSK St. Pölten-Spratzern            | 27   |
| 02. | Osterreich | Lisa Marie Makas  | FSK St. Pölten-Spratzern            | 20   |
| 03. | Osterreich | Stefanie Enzinger | FC Wacker Innsbruck + SK Sturm Graz | 14   |
| 0   | Osterreich | Nina Burger       | SV Neulengbach                      | 14   |
| 05. | Osterreich | Jasmin Eder       | FSK St. Pölten-Spratzern            | 10   |

## Zweite Leistungsstufe – 2. Liga
Die 2. Liga stellt die zweithöchste Leistungsgruppe im österreichischen Frauenfußball dar. Um die Kosten für die Vereine zu reduzieren, wird diese in zwei regionalen Gruppen ausgespielt: 2. Liga Mitte/West und 2. Liga Ost/Süd.
Die zweite Leistungsstufe besteht aus zwei Ligen, getrennt nach Regionen:
- 2. Liga Mitte/West mit den Vereinen aus Oberösterreich (OFV), Salzburg (SFV), Tirol (TFV) und Vorarlberg (VFV) und
- 2. Liga Ost/Süd mit den Vereinen aus Burgenland (BFV), Kärnten (KFV), Niederösterreich (NÖFV), Steiermark (StFV) und Wien (WFV).

In der 2. Liga spielen maximal 24 Teams um den Aufstieg in die ÖFB-Frauenliga. In der Saison 2014/15 spielten insgesamt zwölf Teams um den Aufstieg in die ÖFB Frauen-Bundesliga, sieben zweite Mannschaften waren nicht aufstiegsberechtigt.
Der allgemeine Modus sieht vor, dass in der jeweiligen Liga jedes Team gegeneinander antrat. Die Meister der beiden Ligen spielten in einer Relegation um den Aufstieg in die ÖFB Frauen-Bundesliga. Der Tabellenletzte der jeweiligen Liga stieg ab.

### 2. Liga Mitte/West

#### Modus
Im Rahmen des im Meisterschaftsmodus durchgeführten Bewerbes spielt jede Mannschaft dreimal gegen jede teilnehmende gegnerische Mannschaft. Das Heimrecht ergibt sich durch die Auslosung.

#### Saisonverlauf
Die Mannschaft von SG FC Bergheim/USK Hof gewann die 2. Liga Mitte/West und ist berechtigt, die Relegation für die ÖFB Frauen-Bundesliga für die Saison 2014/15 zu spielen.

#### Abschlusstabelle
Die Meisterschaft endete mit folgendem Ergebnis:
| Pl.                          | Verein                                              | Sp. | S  | U | N  | Tore    | Diff. | Punkte |
| ---------------------------- | --------------------------------------------------- | --- | -- | - | -- | ------- | ----- | ------ |
| 1.                           | SG FC Bergheim/USK Hof (RV)                         | 21  | 19 | 2 | 0  | 082:140 | +68   | 59     |
| 2.                           | RW Rankweil                                         | 21  | 14 | 1 | 6  | 063:320 | +31   | 43     |
| 3.                           | FFC Vorderland                                      | 21  | 10 | 4 | 7  | 039:380 | +1    | 34     |
| 4.                           | Heeres SV Wals 2LMW1                                | 21  | 10 | 1 | 10 | 047:360 | +11   | 31     |
| 5.                           | Union Geretsberg                                    | 21  | 8  | 2 | 11 | 042:480 | −6    | 26     |
| 6.                           | Sportunion Wolfern 2LMW1                            | 21  | 7  | 4 | 10 | 034:420 | −8    | 25     |
| 7.                           | FC Wacker Innsbruck II                              | 21  | 7  | 3 | 11 | 042:400 | +2    | 24     |
| 8.                           | SPG FC Lustenau/SC Austria Lustenau/FC Höchst 2LMW2 | 21  | 0  | 1 | 20 | 016:115 | −99   | 01     |
| Stand: Endstand. Quelle: OFV |                                                     |     |    |   |    |         |       |        |

| (RV) | Verlierer der Relegation der Saison 2013/14 |

Aufsteiger
- kein Aufsteiger oder Qualifikant über die Relegation

#### Torschützenliste
In der 2. Liga Mitte/West war Anna Luftensteiner die beste Torschützin.
| Pl. | Nat.       | Spieler            | Verein                 | Tore |
| --- | ---------- | ------------------ | ---------------------- | ---- |
| 01. | Osterreich | Anna Luftensteiner | FC Wacker Innsbruck II | 17   |
| 02. | Osterreich | Theresa Schwab     | SG FC Bergheim/USK Hof | 15   |
| 03. | Osterreich | Julia Kastner      | SG FC Bergheim/USK Hof | 15   |

### 2. Liga Ost/Süd

#### Modus
Im Rahmen des im Meisterschaftsmodus durchgeführten Bewerbes spielt jede Mannschaft zweimal gegen jede teilnehmende gegnerische Mannschaft (Hin- und Rückrunde). Das Heimrecht ergibt sich durch die Auslosung.

#### Saisonverlauf
Da die 2. Mannschaft von SV Neulengbach II war für die Relegationspiele nicht spielberechtigt. Daher spielte der Zweitplatzierte der 2. Liga Ost/Süd, die Mannschaft von Carinthians Soccer Women, um den Aufstieg in die ÖFB Frauen-Bundesliga für die Saison 2015/16.

#### Abschlusstabelle
Die Meisterschaft endete mit folgendem Ergebnis:
| Pl.                            | Verein                              | Sp. | S  | U | N  | Tore    | Diff. | Punkte |
| ------------------------------ | ----------------------------------- | --- | -- | - | -- | ------- | ----- | ------ |
| 1.                             | SV Neulengbach II                   | 20  | 18 | 1 | 1  | 072:160 | +56   | 55     |
| 2.                             | Carinthians Soccer Women (A)        | 20  | 17 | 1 | 2  | 106:150 | +91   | 52     |
| 3.                             | FSK St. Pölten-Spratzern II         | 20  | 14 | 1 | 5  | 083:260 | +57   | 43     |
| 4.                             | FC Südburgenland II                 | 20  | 10 | 3 | 7  | 051:480 | +3    | 33     |
| 5.                             | FSG SC Wiener Neustadt/SV Gloggnitz | 20  | 9  | 5 | 6  | 062:290 | +33   | 32     |
| 6.                             | USC Landhaus II                     | 20  | 7  | 4 | 9  | 036:380 | −2    | 25     |
| 7.                             | SKV Altenmarkt II (RG)              | 20  | 7  | 3 | 10 | 051:560 | −5    | 24     |
| 8.                             | SK Sturm Graz II (RG)               | 20  | 6  | 4 | 10 | 027:400 | −13   | 22     |
| 9.                             | 1. DFC Leoben                       | 20  | 6  | 1 | 13 | 024:104 | −80   | 19     |
| 10.                            | ASK Women Soccer Bruck 2LOS1        | 20  | 2  | 1 | 17 | 014:510 | −37   | 07     |
| 11.                            | SPG FC Feldkirchen/SV Magdalensberg | 20  | 1  | 2 | 17 | 024:127 | −103  | 05     |
| Stand: Endstand. Quelle: NOeFV |                                     |     |    |   |    |         |       |        |

| (A)  | Absteiger aus der ÖFB-Frauenliga der Saison 2013/14 |
| (RG) | Gewinner der Relegation der Saison 2013/14          |

Qualifiziert über die Relegation
- Landesliga Kärnten – Landesliga Steiermark: UDFC Hof bei Straden (Relegation zur 2. Liga Ost/Süd)
- Landesliga Niederösterreich – Landesliga Wien: FC Altera Porta (Relegation zur 2. Liga Ost/Süd)

#### Torschützenliste
In der 2. Liga Ost/Süd traf Anna Malle vor Laura Krumböck und Ivana Balazikova die meisten Tore.
| Pl. | Nat.       | Spieler          | Verein                      | Tore |
| --- | ---------- | ---------------- | --------------------------- | ---- |
| 01. | Osterreich | Anna Malle       | Carinthians Soccer Women    | 20   |
| 02. | Osterreich | Laura Krumböck   | FSK St. Pölten-Spratzern II | 19   |
| 0   | Osterreich | Ivana Balazikova | FC Südburgenland II         | 19   |

## Relegation

### Relegation zur ÖFB Frauen-Bundesliga
Es gab ein Relegationsduell um den Aufstieg in die ÖFB Frauen-Bundesliga für die Saison 2015/16, das in einem Hinspiel und einem Rückspiel, ausgetragen wurde. Die Relegation zur ÖFB Frauen-Bundesliga bestreiten der Meister der 2. Liga Mitte/West die Spielgemeinschaft SG FC Bergheim/USK Hof und der Zweitplatzierte der 2. Liga Ost/Süd, Carinthians Soccer Women, der die Relegation gewann.
| Datum                               |                                 | Gesamt    |                               | Hinspiel | Rückspiel |
| ----------------------------------- | ------------------------------- | --------- | ----------------------------- | -------- | --------- |
| 06.06.2015, 15:00 13.06.2015, 15:00 | Carinthians Soccer Women (2LOS) | (a)2:2(a) | SG FC Bergheim/USK Hof (2LMW) | 0:0      | 2:2 (1:1) |

| Legende: (2LOS): 2. Liga Ost/Süd, (2LMW): 2. Liga Mitte/West |

### Relegation zur 2. Liga Mitte/West
Im Westen wurde eine Relegation zur 2. Liga Mitte/West weder in der Landesliga Mitte-Region noch in der Landesliga West-Region nicht ausgetragen.

### Relegation zur 2. Liga Ost/Süd
Landesliga Ost-Region
In der Landesliga Ost-Region wurden zwei Relegationsspiele ausgespielt, in dem die Meisterinnen aus Niederösterreich und Wien in einem Hin- und Rückspiel um den Aufstieg kämpften.
| Datum                               |                       | Gesamt |                          | Hinspiel  | Rückspiel |
| ----------------------------------- | --------------------- | ------ | ------------------------ | --------- | --------- |
| 13.06.2015, 16:00 20.06.2015, 16:30 | FC Altera Porta (LLW) | 5:4    | Kottinbrunner ASK (LLNÖ) | 5:1 (3:0) | 0:3 (0:0) |

| Legende: (LLNÖ): Niederösterreich, (LLW): Wien |

Landesliga Süd-Region
Es gab in der Landesliga Süd-Region zwei Relegationsspiele um den Aufstieg in die 2. Liga Ost/Süd für die Saison 2015/16, in dem die Meisterinnen aus Kärnten und Steiermark in einem Hin- und Rückspiel den Aufsteiger ermittelten. In der Landesliga Süd-Region fand das Spiel zwischen UDFC Hof bei Straden und SV Spittal/SV Rothenthurn statt und der UDFC Hof bei Straden stieg dank Auswärtstorregel auf.
| Datum                               |                             | Gesamt  |                                          | Hinspiel  | Rückspiel |
| ----------------------------------- | --------------------------- | ------- | ---------------------------------------- | --------- | --------- |
| 13.06.2015, 14:30 20.06.2015, 17:00 | UDFC Hof bei Straden (LLSt) | (a) 4:4 | SPG SV Spittal/Drau/SV Rothenthurn (LLK) | 3:0 (2:0) | 1:4 (0:3) |

| Legende: (LLK): Kärnten, (LLSt): Steiermark |